# 마이크로일렉트로닉스

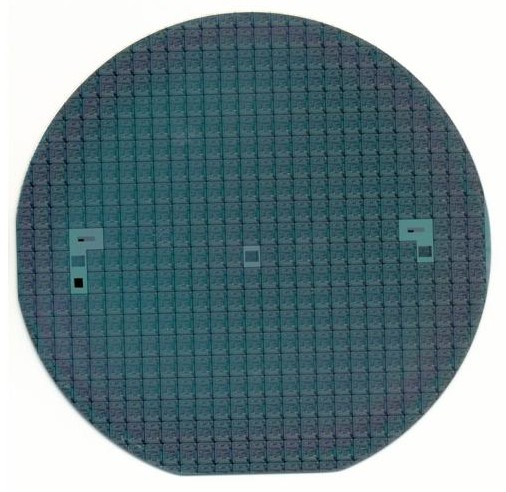

마이크로일렉트로닉스(Microelectronics), 초소형 전자 공학, 미전자공학, 마이크로 전자 기술, 극미소 전자공학, 초미소 전자공학은 일렉트로닉스의 한 하위 분야이다.
이름에서 알 수 있듯이, 마이크로일렉트로닉스는 매우 작은 전자적 설계와 부품의 연구 및 제조(미세제조)와 관련된다. 이는 마이크로미터 규모이거나 그보다 더 작은 것을 의미하는 것이 보통이지만 꼭 그런 것은 아니다. 이러한 장치들은 보통 반도체 물질들로 구성된다. 일반적인 전자적 설계의 수많은 부품들은 마이크로일렉트로닉에 해당한다. 여기에는 트랜지스터, 축전기, 유도자, 저항기, 다이오드, 절연체, 전도체가 포함되며, 이들은 마이크로일렉트로닉 장치에서 볼 수 있다. 와이어 본딩 등의 고유한 와이어링 기법들이 마이크로일렉트로닉스에서 종종 사용되기도 하는데, 이는 부품, 리드, 패드의 상당히 작은 크기 덕분이다. 이 기법에는 특수한 장비가 필요하며 비싼 편이다.
오늘날 마이크로일렉트로닉스 설계는 전자 설계 자동화 소프트웨어의 도움을 많이 받는다.

## 같이 보기
- 디지털 회로
- 전기공학